# کاستلنووو دی چوا
کاستلنووو دی چوا (به ایتالیایی: Castelnuovo di Ceva) یک کومونه در ایتالیا است که در استان کونیو واقع شده‌است.

## خصوصیات
کاستلنووو دی چوا ۶٫۲ کیلومترمربع مساحت و ۱۲۷ نفر جمعیت دارد.